# Julien Hamelle

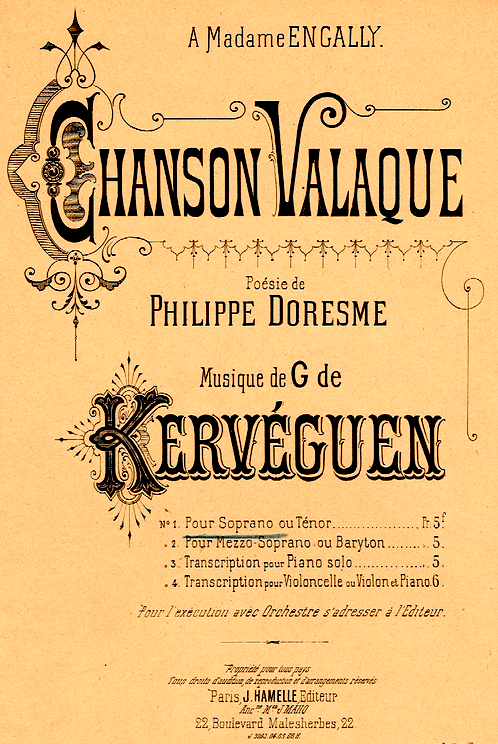

Julien Aimable Hamelle fut un éditeur français né à Sains-Richaumont dans l'Aisne le 6 septembre 1836 et mort à Saint-Cloud le 7 octobre 1917.

## Biographie
Il reprend les éditions Jacques Maho en 1877 et signale, bien au-delà de l'année 1914, qu'il en est le successeur, par la mention "Ancienne maison J. Maho".
Domiciliées 25 rue du faubourg Saint-Honoré jusqu'en 1882, les éditions déménagent au 22 boulevard Malesherbes.
Des œuvres de Mel Bonis, Johannes Brahms, Gabriel Fauré, Édouard Lalo, Vincent d’Indy, Gabriel Pierné, Camille Saint-Saëns, César Franck, Reynaldo Hahn, Georges Enesco, Charles-Marie Widor, Benjamin Godard, sont éditées par ses soins.
Vers 1890, dans une note imprimée, il informe sa clientèle que la maison G. Flaxland & Fils, facteurs de pianos, lui a été cédée par son directeur Eugène Grumbach et qu'il s'engage à continuer "comme par le passé, la fabrication, vente et location de pianos".
Il assure aussi jusqu'en octobre 1883 le dépôt des éditions Breitkopf & Härtel. En novembre 1904, il rachète quelques lots du fonds Pérégally & Parvy. 
Lorsqu'il meurt en 1917, le fonds de musique qu'il a exploité, est évalué à un million de francs. Ses deux fils, Georges-Edgar et Louis-Gilbert sont présentés comme éditeurs de musique sur l'acte de succession. 
Seul Georges-Edgar assura la direction à partir de 1921. Les éditions Alphonse Leduc diffusent aujourd'hui le catalogue.

## Sources
- Hamelle. Éditeur de musique (fiche BNF)
- Les éditions Hamelle